# Beutelsbach (Weinstadt)
Beutelsbach ist ein Stadtteil der Großen Kreisstadt Weinstadt im Rems-Murr-Kreis. Der Stadtteil hat 8.769 Einwohner (Stand 30. November 2022) und liegt 236 m ü. NN.

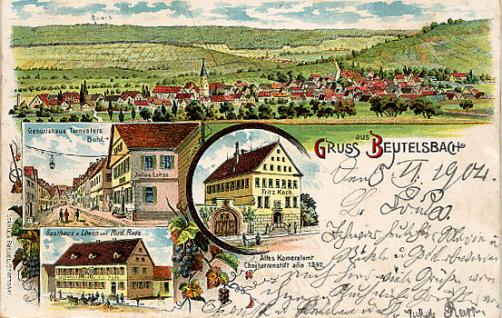
Beutelsbach um 1904

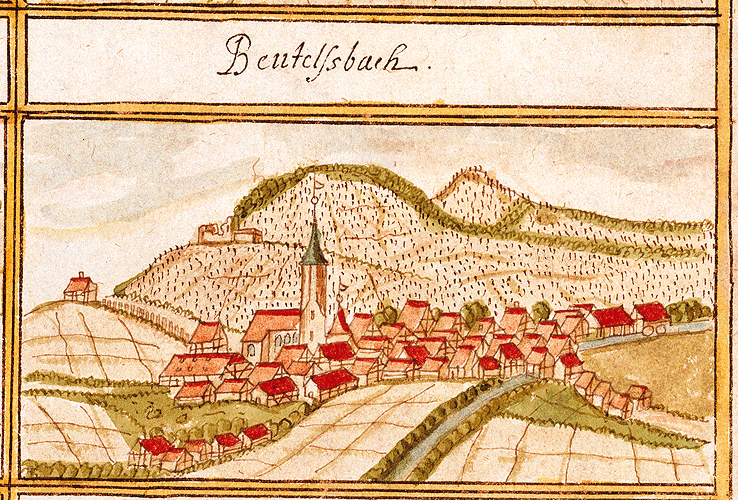
Beutelsbach 1686 im Kieserschen Forstlagerbuch

## Geschichte
Beutelsbach wurde um 1080 erstmals erwähnt und gehört zum ältesten Besitz des Hauses Württemberg. Es war um 1080 im Besitz von Konrad von Württemberg, einem Bruder der Liutgart von Beutelsbach, die als Stammmutter des Hauses Württemberg gilt. Nach dem 11. Jahrhundert, vermutlich erst 1246/47, wurde das weltliche Chorherrenstift gegründet und später von Graf Ulrich I. von Württemberg erweitert. Die Stiftskirche in Beutelsbach war danach Grablege des Hauses Württemberg, bis das Stift 1311 zerstört wurde und dann als Heilig-Kreuz-Stift nach Stuttgart umzog.
In Beutelsbach hatte im Mai 1514 der Aufstand des „Armen Konrads“ seinen Ursprung. Seit 1989 erinnert im Alten Rathaus von Beutelsbach ein Bauernkriegsmuseum an die Kämpfe der Bauern 1514 und 1525.
1968 wurden auf dem Kappelberg die Reste der Burg Beutelsbach entdeckt. Der altwürttembergische Ort gehörte zum Amt bzw. Oberamt Schorndorf und kam nach dessen Auflösung 1938 zum Landkreis Waiblingen.
Die Grundprinzipien des Politikunterrichts in Deutschland wurden 1976 in Beutelsbach unter dem Namen „Beutelsbacher Konsens“ festgelegt und sind heute noch wichtige Elemente der Politikdidaktik.

## Struktur
Zur Gemeinde Beutelsbach gehörten das Dorf Beutelsbach, das Gehöft Schönbühl, der Wohnplatz Burg und die Siedlung Benzach; sie hatte eine Fläche von 7,69 km². Am 1. Januar 1975 vereinigte sich die Gemeinde mit den bis dahin selbstständigen Gemeinden Endersbach mit Strümpfelbach, Großheppach und Schnait zur neuen Gemeinde Weinstadt.

## Wirtschaft
Beutelsbach ist Sitz der Remstalkellerei, des fünftgrößten Weinbaubetriebs in Deutschland mit einer Weinbaufläche von etwa 350 ha, die von ca. 780 Mitgliedern bewirtschaftet wird.

## Wappen
Die Blasonierung des ehemaligen Gemeindewappens lautet: „Unter schwarzem Schildhaupt, darin ein liegender goldener Beutel, in Gold drei liegende schwarze Hirschstangen.“
Das Wappen ist erstmals 1577 als Fleckenzeichen am Rathaustorbogen belegt.

## Museen
- Württemberg-Haus im Alten Rathaus. Im Erdgeschoss befindet sich das Museum Bauernkrieg und im Obergeschoss das Museum Wiege Württembergs.[7][8]

## Persönlichkeiten
- Peter Gais, Gaispeter aus Beutelsbach, führte 1514 den Bauernaufstand des Armen Konrad gegen den Herzog von Württemberg an
- Johann Conrad Wölflin, der 1729 geborene Urgroßvater in sechster Generation des 44. US-Präsidenten Barack Obama, wuchs in Beutelsbach auf[9]
- Johannes Buhl (* 10. Juni 1804 in Beutelsbach; † 13. Juni 1882 in Schwäbisch Gmünd), Kaufmann, Turnpionier und Feuerwehrpionier
- Eugen Schaal (* 1. Mai 1842 in Beutelsbach; † 23. Juni 1928 in Feuerbach), Chemiker
- Karl Dippon (* 5. Januar 1901 in Beutelsbach; † 27. August 1981 in Schorndorf), Weingärtner und Politiker, Landtagsabgeordneter
- Elsbeth Walch (* 17. Februar 1921 in Beutelsbach; † 21. Februar 2012), Schriftstellerin
- Otto Knoch (* 7. Januar 1926 in Sindelfingen; † 17. November 1993 in Beutelsbach), Theologe
- Gotthilf Fischer (* 11. Februar 1928 in Plochingen;  † 11. Dezember 2020 in Beutelsbach), Chorleiter und Unterhaltungskünstler
- Keven Schlotterbeck (* 28. April 1997 in Weinstadt), Fußballspieler
- Nico Schlotterbeck (* 1. Dezember 1999 in Waiblingen), Fußballspieler
- Cédric Staudenmayer (* 1998 in Weinstadt)[10], einer der jüngsten Sterneköche Deutschlands